# Sufražetkinje
Sufražetkinja (engleski: suffragette) je naziv koji se krajem 19. i početkom 20. stoljeća u anglosaksonskim zemljama, a pogotovo u Velikoj Britaniji rabio za pripadnice pokreta za jednako pravo glasa muškaraca i žena, odnosno uvođenje ženskog prava glasa. Izraz suffragette dolazi od engleske riječ suffrage za pravo glasa.
Izraz se danas rabi za sve pripadnice tog pokreta, ali je u svoje doba imao pogrdan prizvuk, odnosno njime su se opisivali prije svega pripadnice radikalne frakcije, okupljene oko Ženske socijalne i političke unije na čelu s Emmeline Pankhurst. Opći izraz za članove pokreta - bilo radikalne, bilo konzervativne, odnosno muškarce i žene, bio je  sufražisti/ce. Taj se izraz preferirao u SAD, gdje je pokret u pravilu bio umjereniji nego u UK. U UK se izraz sufražist koristio za članove Nacionalne unije društava za žensko pravo glasa (NUWSS).
Sufražetkinje u Britaniji su izazvale veliku pažnju, ali i kontroverze time što su se koristile metodama direktne akcije kao što je vezivanje za pruge, podmetanje vatre u poštanske sanduke, razbijanje prozora, a ponekad i postavljanje manjih bombi. Jedana od najspektakularnijih takvih akcija se zbila kada na konjskoj utrci Epsom Derby, kada je sufražetkinja Emily Davison, iskočila i bila nasmrt pregažena od kraljevog konja 1913. godine. Brojne od njenih suborkinja su bile zatvarane, na što su reagirale organiziranjem štrajkova glađu, što je, pak, vlasti tjeralo na uporabu prisilnog hranjenja.
Nastojeći spriječiti da sufražetkinje stječu simpatije, britanska vlada je donijela tzv. Zakon o mački i mišu kojim su se zatvorenice oboljele zbog štrajka glađu puštale, a uhitile tek nakon oporavka.
Uspjehu borbe sufražetkinja je, ipak, najviše pridonio Prvi svjetski rat, iako je na početku izazvao razdor u britanskom sufražetskom pokretu. Većina, na čelu s Emmeline i Christabel Pankhurst i Ženskom socijalnom i političkom unijom, je proglasila 'primirje' dok traje rat. Ekstremne sufražetkinje na čelu s Sylvijom Pankhurst i Federacijom za žensko pravo glasa su nastavile borbu. 
S druge strane, rat je, pogotovo u Britaniji, s vremenom izazvao nedostatak muške radne snage, te su se mnogi poslodavci morali sve više zapošljavati žene kako bi obavljali muške poslove. To je vrlo brzo počelo razbijati uobičajene seksističke stereotipe i predrasude te je javnost, a na kraju i političare, uvjerilo da žene trebaju jednako pravo glasa kao i muškarci.
U SAD su, nakon ulaska u rat, sufražetkinje poput Alice Paul i Lucy Burns vodile niz prosvjeda protiv Woodrowa Wilsona nazivajući ga "Kaiser Wilsonom", nastojeći tako osigurati njegovu podršku naporima da se žensko pravo glasa uvede na području cijelih SAD.  
Sufražetkinje su u samo nekoliko godina nakon rata postigle veći dio svojih ciljeva. U Britaniji je 1918. Parlament donio zakon kojim je priznato pravo glasa kućevlasnicama iznad 30 godina, suprugama kućevlasnika, najmoprimcima nekretnina s godišnjom rentom iznad £5 te diplomanticama sveučilišta. U SAD, gdje je pravo već postojalo u pojedinim državama, žene su konačno izjednačene u pravu glasa Devetnaestim amandmanom američkog Ustava 1920. U Britaniji su muškarci i žene potpuno izjednačeni novim zakonom 1928.
Zanimljivo je da su povijesno gledajući prve sufražetkinje bile protivnice prava na pobačaj, i označavale ga kao krajnju eksploataciju žene.